# Kho (Volk)
Die Kho (Khowar: کھو) sind eine indoarische Volksgruppe im Nordwesten Pakistans. Sie leben vor allem in und um der Stadt Chitral und werden daher auch als Chitrali bezeichnet. Ihre Sprache, das Khowar, ist eine indoarische Sprache des dardischen Zweigs, die am nächsten mit der Kalasha-Sprache verwandt ist. Ein Großteil der Kho sind sunnitisch-muslimisch, wobei es auch ismaelitische Schiiten gibt. In Pakistan leben rund 310.000 Khowar, einige wenige Tausend leben auch in den Nachbarländern Afghanistan (vor allem in der Provinz Badachshan) und Indien.